# Valentine (telessérie)
Valentine é uma série de televisão da rede de televisão The CW, programada para estrear em 14 de setembro de 2008. A série estreou em Portugal no canal FOX Life em Fevereiro de 2009.

## Enredo
Valentine se trata de uma dramédia que mostra o dia-a-dia dos Deuses gregos em épocas atuais, vivendo entre os simples mortais e mantendo uma agência de encontros chamada Valentine Inc., sobrenome terreno de Afrodite (Jaime Murray – Lila de Dexter) a Deusa do Amor. 
Juntamente com seu filho o Deus Eros (Kristoffer Polaha), que atende pelo nome de Danny, Grace Valentine tenta unir casais. A equipe conta com a preseça da Deusa do Oráculo de Delfos, sob o codinome de Phoebe (Autumm Reeser – ex Taylor de The O.C)e com a força de Hércules, sob o nome de Leo (Robert Baker).O seriado é assinado pelos mesmos produtores executivos de Desperate. 

## Produção
Foi ordenada a produção do show depois que a Media Rights Capital (MRC) assumiu programação noites de domingo no The CW. O show foi originalmente intitulado Valentine, Inc., mas ficou sem o "Inc." do título, antes da estação de televisão outono de 2008. Os 13 episódios da primeira temporada foram filmados na área de Los Angeles, com filmagens principalmente no Centro Studios de Los Angeles. O show foi filmado em Sound Stage 1, que foi previamente usada para filmar Women's Murder Club e também Mad Men.